# Bruno Tobback
Pour les articles homonymes, voir Tobback.
Bruno Tobback, né le 22 août 1969 à Louvain, est un homme politique belge, néerlandophone, socialiste, membre du sp.a dont il est président de 2011 à 2015.
Il est également ministre de l'Environnement au sein du gouvernement Verhofstadt II de 2004 à 2007.
En 2024, il est élu député européen.

## Biographie
Fils de Louis Tobback, il est licencié en droit de la Vrije Universiteit Brussel en 1992 et licencié en droit social et économique de l'université de Gand en 1994.
Il commence une carrière politique en 1995 en étant élu conseiller provincial du Brabant flamand puis député régional flamand, mandat qu'il conserve  jusqu'en 2004.
Il occupe ensuite le poste de ministre fédéral de l'Environnement et des Pensions du gouvernement Verhofstadt II du 20 juillet 2004 au 21 décembre 2007.
Il est élu député fédéral de la circonscription de Louvain lors des élections du 10 juin 2007. Il est réélu en 2010.
Élu le 18 septembre 2011 avec 96,9 % des voix, il succède à Caroline Gennez, à la tête du sp.a. Il se représente en 2015 face à John Crombez mais n'obtient que 22 % des voix.
Il est de nouveau élu au Parlement flamand lors des élections du 25 mai 2014. En octobre 2018, il est élu conseiller municipal de Louvain puis réélu député flamand le 26 mai 2019. Il est élu député européen en 2024.

## Décoration
- Grand-croix de l'ordre de Léopold II (2024)[2].